# Dangerous Woman (album de Ariana Grande)
Dangerous Woman este cel de-al treilea album de studio al cântăreței americane Ariana Grande, lansat la 20 mai 2016 sub egida casei de discuri Republic Records. Albumul reprezintă o continuare a celui de-al doilea ei material discografic, My Everything (2014), și conține colaborări cu Nicki Minaj, Lil Wayne, Macy Gray și Future. Înregistrarea a fost inițial intitulată Moonlight, precum melodia de deschidere, iar piesa „Focus” a fost planificată drept primul disc single. Ulterior, titlul albumului a fost modificat în Dangerous Woman, iar „Focus” a fost eliminat de pe lista de cântece. Cu toate acestea, melodia rămâne o piesă bonus pe versiunea distribuită în Japonia. Din punct de vedere muzical, albumul a fost încadrat în genurile muzicale pop și R&B, fiind identificate infuențe din genuri precum dance-pop, disco, house, trap, și reggae. Producătorii executivi ai materialului îi includ pe Grande, Max Martin, și Savan Kotecha.
Criticii de specialitate au oferit recenzii pozitive albumului, majoritatea considerând că este un progres în comparație cu My Everything și clasându-l drept unul dintre cele mai bune albume ale anului 2016. La cea de-a 59-a ediție a premiilor Grammy, acesta a primit o nominalizare la categoria „Cel mai bun album pop vocal”. Din punct de vedere comercial, Dangerous Woman a debutat pe locul doi în clasamentul Billboard 200 din Statele Unite, înregistrând vânzări de 175.000 de unități. În consecință, este primul album de studio a lui Grande care nu reușește să se ajungă pe primul loc în Statele Unite. În ciuda acestui fapt, a fost premiat cu discul de platină de către Recording RIAA (RIAA) pentru depășirea pragului de un milion de copii vândute, și a devenit primul ei album de studio care ajunge pe locul întâi în Regatul Unit. De asemenea, s-a clasat în fruntea ierarhiilor din Australia, Brazilia, Italia, Irlanda, Noua Zeelandă, Spania și Taiwan, și a ocupat un loc în top zece în majoritatea țărilor în care a activat. Organizația IFPI a relatat faptul că, până în 2017, Dangerous Woman s-a vândut în peste 900.000 de exemplare pe plan internațional.
Patru cântece de pe album au contribuit la promovarea acestuia, fiind lansate drept discuri single. „Dangerous Woman”, primul extras pe single, a fost lansat la 11 martie 2016 și a debutat pe locul opt în clasamentul Billboard Hot 100 din Statele Unite. Cel de-al doilea single, „Into You”, a ajuns pe locul treisprezece, în timp ce al treilea single, „Side to Side” (în colaborare cu Nicki Minaj), s-a clasat pe locul patru, devenind cel mai de succes cântec de pe album. „Everyday” (în colaborare cu Future) a fost lansat drept cel de-al patrulea și ultimul disc single extras de pe Dangerous Woman, însă nu a reușit să obțină succesul celorlalte piese. Înainte de lansarea albumului au fost lansate două single-uri promoțional, „Be Alright” și „Let Me Love You” (în colaborare cu Lil Wayne), ambele activând în ierarhia Hot 100.
Campania de promovare pentru Dangerous Woman a inclus interpretări la diverse evenimente și emisiuni de televiziune, precum premiile MTV Movie, premiile MTV Video Music, premiile Billboard, sau emisiunea Saturday Night Live. Pe lângă acestea, solista a pornit într-un turneu mondial de concerte, Dangerous Woman Tour, care a început la 3 februarie 2017 și s-a încheiat la 21 septembrie 2017. Turneul a fost întrerupt pe o perioadă în urma concertului susținut pe arena Manchester la 22 mai 2017, în timpul căruia a avut loc un atentat sinucigaș.  Datorită acestei tragedii, Grande a organizat un concert caritabil la 4 iunie 2017, One Love Manchester, care a avut loc la Old Trafford Cricket Ground.